# Live / Hhaï
Albums de Magma
Köhntarkösz
(1974) Üdü Wüdü
(1976)
Live / Hhaï (aussi intitulé Magma Live, Live Köhntark et Hhaï Live) est le premier album en concert du groupe français de rock progressif Magma. Il est enregistré à Paris entre le 1er et le 5 juin 1975 à la Taverne de l'Olympia et commercialisé pour la première fois cette même année.

## Parution
Le disque paraît initialement en format double album vinyle, simplement intitulé Magma Live (Utopia CYL2-1245). Le mixage est réalisé au Château d'Hérouville. L'album est ensuite réédité plusieurs fois : en 1978 chez Tomato Records, 1989 et 2009 chez Seventh Records (réf. REX X-XI), 2001 chez Victor et 1996 et 2001 chez Charly Records.
Les deux faces du premier disque correspondent au titre Köhntarkösz. La troisième face débute avec une version de Kobaïa (intitulée Kobah), suivie de deux titres inédits : Lïhns (un titre étrange et envoûtant enregistré en réalité en studio, et que l'on peut retrouver également sur le DVD Mythes et Légendes, Epok III) et surtout Hhaï qui sera joué à de très nombreux concerts avant de figurer sur l'album studio Ëmëhntëhtt-Rê en 2009. La quatrième face contient un extrait de Mekanïk Destruktïw Kommandöh intitulé Mëkanïk Zaïn.
Sur la version CD (remixée au studio Uniweria Zekt par Christian Vander et Francis Linon) sont ajoutés Ëmëhntëhtt-Rê (Announcement) et un autre extrait de Mekanïk.

## Pistes
Tous les titres sont signés Christian Vander

### Disque un
1. Köhntark (Part 1) (15:45)
2. Köhntark (Part 2) (16:14)
3. Ëmëhntëhtt-Rê (Announcement) (8:10) (seulement sur CD)

### Disque deux
1. Hhaï (9:20)
2. Kobah (6:36)
3. Lïhns (4:55)
4. Da Zeuhl Wortz Mekanïk (6:14) (seulement sur CD)
5. Mëkanïk Zaïn (18:57)

## Personnel

### Musiciens
- Christian Vander - batterie
- Klaus Blasquiz - chant
- Stella Vander - chant
- Gabriel Federow - guitare
- Bernard Paganotti - basse
- Didier Lockwood - violon
- Benoît Widemann - claviers
- Jean-Pol Asseline - claviers

### Crédits
- Frank Owens - ingénieur du son
- Giorgio Gomelsky - production
- Klaus Blasquiz - logos, pochette de couverture

## Anecdotes
- Le titre Köhntarkösz est une référence à Blake et Mortimer et notamment à L'Enigme de l'Atlantide où Magon, principal antagoniste de l'album, porte le titre de Contarkos.